# El Serrat
El Serrat é uma localidade de Andorra, situada na paróquia de Ordino. Situada a 1.539 metros de altitude, sua população em junho de 2024 foi estimada em 345 habitantes.
Localizada em El Serrat, está a Igreja de Sant Pere, construída entre os séculos XVI e XVII e reconstruída no início do século XX. A edificação possui planta retangular, telhado com duas inclinações opostas e um pequeno campanário de espadana com abertura em arco de meio ponto acima da porta.